# Sascha Gerstner

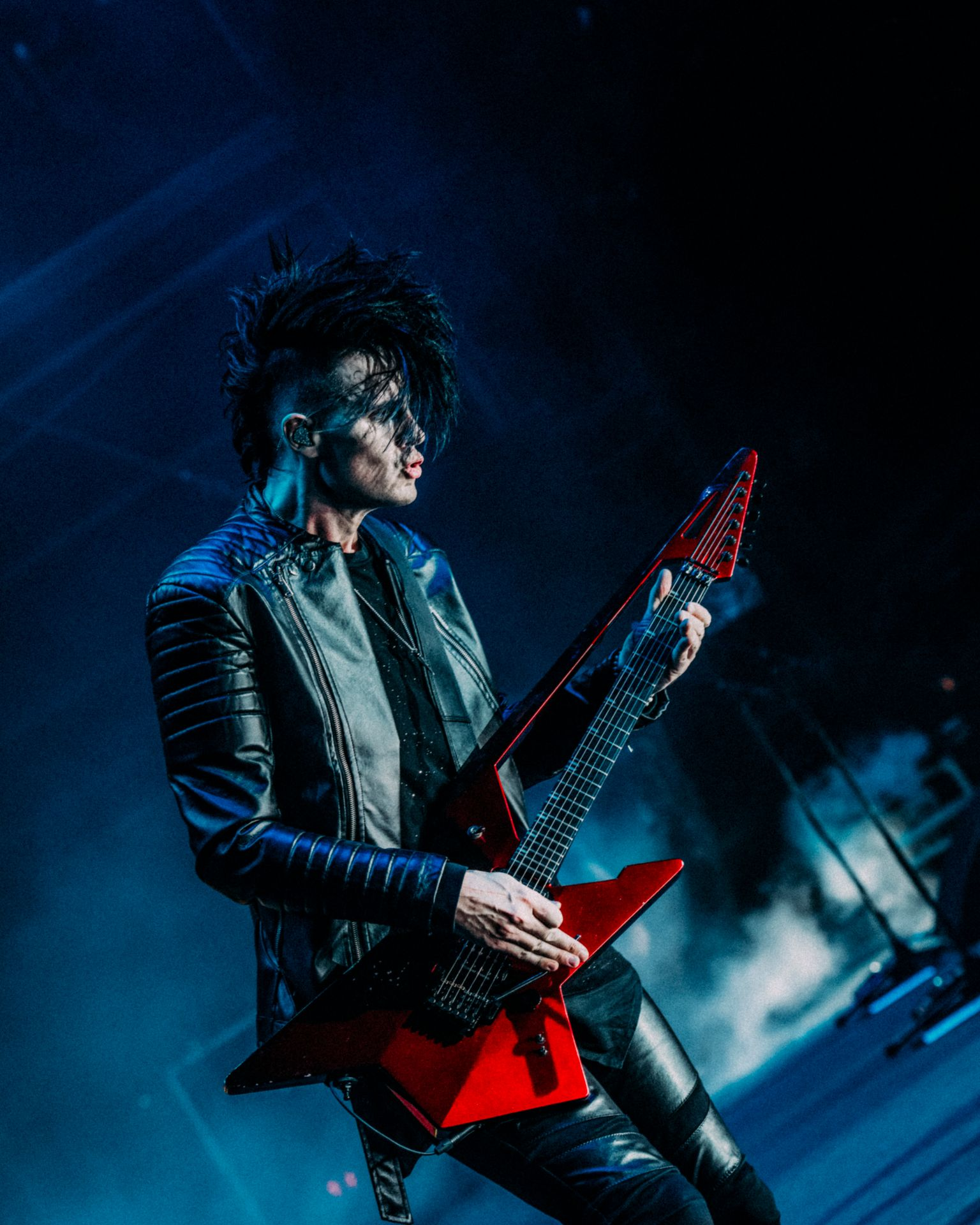
Sascha Gerstner (Hamburg 2023)

Sascha Gerstner (* 2. April 1977 in Stuttgart) ist ein in Berlin ansässiger Musiker. Er ist seit 2002 einer der Gitarristen und Backgroundsänger der Power-Metal-Band Helloween.

## Biografie
Gerstner wurde in Stuttgart geboren und wuchs erst in Nürnberg und später in Fürth auf. Im Alter von sechs Jahren begann er mit dem Keyboardspiel und wechselte mit dreizehn Jahren zur Gitarre. Seine wichtigsten musikalischen Einflüsse waren die Michael Schenker Group, Toto, Peter Gabriel, Chicago und Journey. Im Alter von siebzehn Jahren begann er als Studiogitarrist in Nürnberg zu arbeiten.
1996 stieß Gerstner zur Coverband-Szene in Süddeutschland, wo er seine zukünftigen Bandkollegen von Freedom Call kennenlernte. Er schloss sich 1998 Freedom Call an, mit denen er zwei Alben aufnahm und drei große Tourneen in Europa absolvierte, bevor er 2001 die Band verließ.
Nach seinem Ausstieg bei Freedom Call war Gerstner Mitbegründer eines Tonstudios und arbeitete als Produzent und Songwriter für andere junge Künstler, bis ihn der Helloween-Produzent Charlie Bauerfeind kontaktierte und ihm den Gitarristen Michael Weikath vorstellte. Im Jahr 2002 wurde Gerstner Mitglied von Helloween.
Bis 2009 hatte Gerstner ein Studio in Ebermannstadt, das er aufgrund seines Umzugs nach Berlin aufgab.
Gerstner wird von Dean Guitars und Blackstar Amplifiers unterstützt und hat ein eigenes Signature Modell entwickelt.

## Diskografie

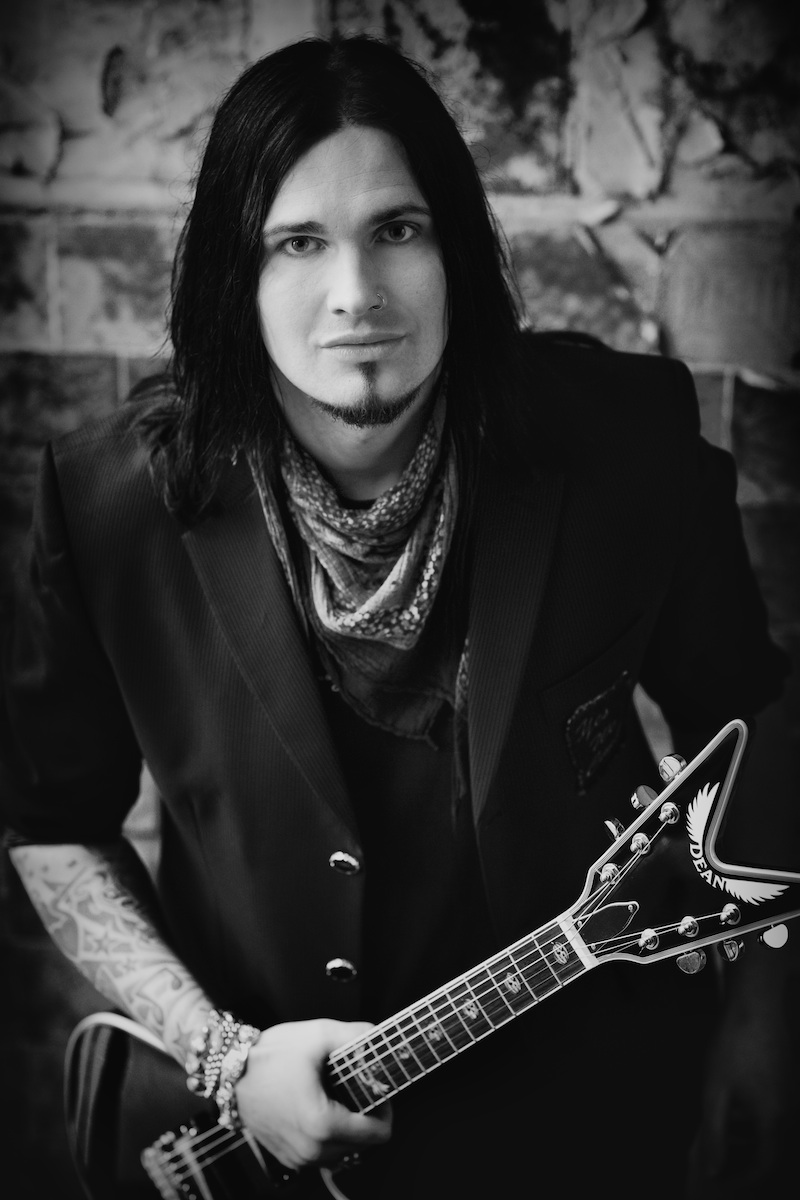
Sascha Gerstner (2012)

### Freedom Call
- Stairway to Fairyland (1999)
- Taragon – EP (1999)
- Crystal Empire (2001)

### Helloween
- Rabbit Don’t Come Easy (2003)
- Keeper of the Seven Keys: The Legacy (2005)
- Keeper of the Seven Keys – The Legacy World Tour 2005/2006
- Gambling with the Devil (2007)
- Unarmed – Best of 25th Anniversary (2009)
- 7 Sinners (2010)
- Straight Out of Hell (2013)
- My God-Given Right (2015)
- Helloween (2021)

### Palast
- Hush – EP (2016)
- Palast (album) (2017)